# 보료쿠단

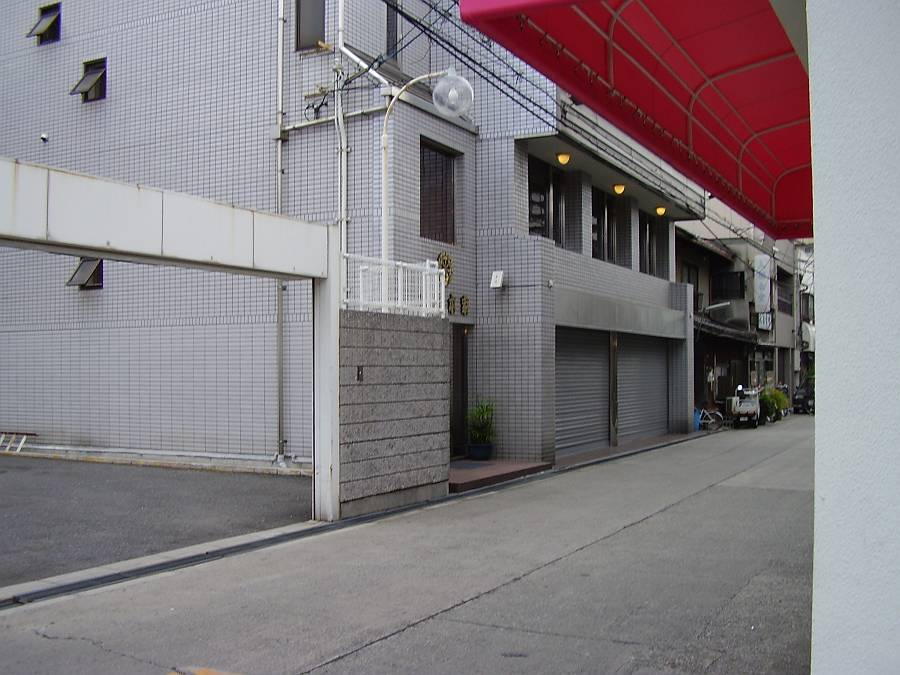
보료쿠단 사무소 (아즈마구미)

보료쿠단(일본어: 暴力団→폭력단)은 조직된 구성원들이 폭력, 협박, 강요, 강도, 테러, 사기 등 부당, 불법 행위를 이용하여 타인의 금품 재산을 빼앗거나 이익을 챙길 목적으로 일본을 중심으로 활동하는 "반사회적이고 범죄를 조장하는 집단"으로 각 지방 공안위원회에 지정된 단체이다. 폭력단의 구성원을 주로 조원(組員), 구성원(構成員), 폭력단원(暴力団員)이라고 칭하며, 야쿠자로도 알려져 있다. 정치 단체 (우익 단체) 및 합법적인 회사 등을 산하에 조직할 수 있다.

## 같이 보기
- 일본의 우익 단체
- 한구레(일본어판)
- 관동연합(일본어판)
- 도라곤(일본어판) - 일본내 중국계 폭력단